# Hilversum
Hilversum je město v nizozemské provincii Noord-Holland a středisko oblasti Het Gooi. Hilversum je známé jako sídlo mnoha nizozemských televizních stanic a je často nazýváno „mediastad“ (město medií). Žije zde přibližně 91 tisíc obyvatel.
V porovnání s ostatními nizozemskými městy je pro Hilversum typické velké množství parků a vil.

## Osobnosti města
- Bessel Kok (* 1941), nizozemský podnikatel, spoluzakladatel mezibankovní sítě SWIFT
- Will Hoebee (1947-2012), hudební producent a skladatel
- Arjen Lucassen (* 1960), kytarista, zpěvák, hudebník, multiinstrumentalista, textař a skladatel
- Sharon den Adel (* 1974), zpěvačka a skladatelka